# Kamimuria zwicki
Kamimuria zwicki är en bäcksländeart som beskrevs av Bill P.Stark och Ignac Sivec 2008. Kamimuria zwicki ingår i släktet Kamimuria och familjen jättebäcksländor. Inga underarter finns listade i Catalogue of Life.